# 7 Dywizjon Rakietowy Obrony Powietrznej
7 dywizjon rakietowy Obrony Powietrznej (7 dr OP) – pododdział Wojsk Obrony Przeciwlotniczej Sił Powietrznych.
Dywizjon stacjonował w Książenicach, podporządkowany był dowódcy 3 Warszawskiej Brygady Rakietowej OP. 31 grudnia 2011 został rozformowany.

## Historia
Jednostkę sformowano 10 października 1962 roku jako 7. dywizjon ogniowy w Pustelniku, na bazie rozformowanego 86 łużyckiego pułku artylerii przeciwlotniczej. Dokumentami powołującymi nową jednostkę były:
- Zarządzenie Szefa Sztabu Generalnego WP nr 0016/Org. z dnia 11 grudnia 1959 roku;
- Rozkaz Dowódcy 1. Korpusu OPK nr 0037/Org. z dnia 8 marca 1960 r.;
- Rozkaz Dowódcy 9. Dywizji Artylerii Przeciwlotniczej nr 003 z dnia 29 kwietnia 1960 roku.

Dywizjon wyposażony został w przeciwlotnicze zestawy rakietowe średniego zasięgu typu SA-75 Dźwina z rakietami W-750, którymi w 1963 roku wykonał pierwsze strzelania bojowe na poligonie w ZSRR.
W 1964 roku sprzęt bojowy wymieniono na zmodernizowany zestaw S-75 Wołchow.
Kolejne strzelania za granicą odbyły się w latach 1966, 1975, 1979 i 1986.
W roku 2001 nastąpiła zmiana uzbrojenia na zmodernizowany sprzęt S-125 Newa-SC i odbyły się pierwsze strzelania bojowe na poligonie w [[Ustka}Ustce]].
W 2000 roku dywizjon został przeniesiony z Pustelnika do m. Struga, a w 2002 do obecnego miejsca dyslokacji – Książenic.
Decyzją Ministra Obrony Narodowej nr 36/MON z dnia 5 lutego 2009 7 dr OP otrzymał odznakę rozpoznawczą.
Decyzją MON nr Z-5/Org./P1 z dnia 28 stycznia 2011 roku oraz wykonawczym rozkazem Dowódcy Sił Powietrznych nr PF-95 z dnia 31 marca 2011 roku jednostkę rozformowano 31 grudnia 2011 roku.

## Struktura
- dowództwo
- sztab
- bateria dowodzenia
- bateria radiotechniczna
- bateria startowa (S-125 Newa-SC)

## Dowódcy
- 1962-1964 – kpt. Józef Sypuła
- 1964-1970 – mjr Sylwester Łyczak
- 1970-1980 – mjr Franciszek Bagiński
- 1980-1987 – ppłk Jan Niedbalski
- 1987-1994 – mjr Jerzy Lewczuk
- 1994-1996 – mjr Roman Krzowski
- 1996-2002 – ppłk Jan Grobelski
- 2002-2004 – ppłk Jacek Bednarek
- 2004-2006 – ppłk Andrzej Polański
- 2006-2009 – ppłk Sławomir Kocięcki
- 2009-2011 – ppłk Tadeusz Karkocha

## Podporządkowanie
- 9 Dywizja Artylerii Przeciwlotniczej (1960-1967)
- 3 Dywizja Artylerii OPK (1967-1988)
- 3 Brygada Artylerii OPK (1988-1991)
- 3 Warszawska Brygada Rakietowa Obrony Powietrznej (od 1991)